# Oenochroma erubescens
Oenochroma erubescens är en fjärilsart som beskrevs av Louis Beethoven Prout 1910. Oenochroma erubescens ingår i släktet Oenochroma och familjen mätare. Inga underarter finns listade i Catalogue of Life.